# Saint-Marc-à-Frongier
Saint-Marc-à-Frongier – miejscowość i gmina we Francji, w regionie Nowa Akwitania, w departamencie Creuse.
Według danych na rok 1990 gminę zamieszkiwało 407 osób, a gęstość zaludnienia wynosiła 16 osób/km² (wśród 747 gmin Limousin Saint-Marc-à-Frongier plasuje się na 295. miejscu pod względem liczby ludności, natomiast pod względem powierzchni na miejscu 229.).